# Trichipteris hirsuta
Trichipteris hirsuta là một loài thực vật có mạch trong họ Cyatheaceae. Loài này được (C. Presl) R.M. Tryon miêu tả khoa học đầu tiên năm 1970.